# 埃米莉·霍斯金斯
埃米莉·霍斯金斯（英語：Emily Hoskins，1983年1月30日—），伊利诺伊州人，美国女子篮球运动员。她曾代表美国参加2004年和2008年夏季残疾人奥林匹克运动会轮椅篮球比赛，获得二枚金牌。